# Vanamõisa (Muhu)
Vanamõisa es una localidad del municipio-isla de Muhu en el condado de Saare, Estonia, con una población censada a final del año 2011 de 36 habitantes. 
Se encuentra ubicada en la parte norte del golfo de Riga (mar Báltico), entre la isla de Saaremaa, al oeste, y la Estonia continental, al este.